# Aspergers syndrom
Aspergers syndrom (AS), också känt som asperger, var före ICD-11/DSM-V en diagnos inom genomgripande störningar i utvecklingen och en neuropsykiatrisk funktionsnedsättning som kännetecknas av att personen har en normal till hög intelligensnivå men signifikant nedsatt social interaktionsförmåga med normal språklig förmåga. Därtill är det mycket vanligt att personen har specifika beteendemönster och intressen. För att ställa diagnosen är det även nödvändigt att symtomen framträder under tidig barndom och att de leder till en betydande funktionsnedsättning i det dagliga livet.
Idag har diagnosen i stort sett ersatts med den nya spektrumdiagnosen Autismspektrumtillstånd. Dock kan diagnosen fortfarande ges i specialfall där personen har tydlig autismliknande problematik, men inte kvalificerar för en autismspektrumstillstånd-diagnos. Diagnosen gäller fortfarande för de som blev diagnosticerade före introduktionen av DSM-V, och det hänger på patienten själv att efterfråga en uppdaterad diagnos.
Aspergers syndrom medför nedsättningar i förmågan till socialt samspel/social kommunikation, ibland också vad gäller planering/organisationsförmåga, fantasi/föreställningsförmåga och kroppshållning/kroppsrörelser. Personer med Aspergers syndrom kan uppvisa ett ovanligt beteende. De blir därför ofta missförstådda och kan uppfattas som ohyfsade, ouppfostrade eller blyga.
Ibland används termen högfungerande autism (HFA) avseende kombinationen autism (autistiskt syndrom) och hög begåvning. Högfungerande autism och Aspergers syndrom har stora likheter och vissa använder de båda begreppen synonymt. Aspergers syndrom anses primärt ha genetisk och biologisk grund. Omkring 2–4 personer per 1 000 anses ha Aspergers syndrom. Andelen män överväger (3–6 män/1 kvinna).

## Historik
Klassificeringen av autism uppstod inte förrän 1943 när Leo Kanner, doktor på Johns Hopkins University, studerade en grupp med elva barn och introducerade benämningen ”tidigt infantil autism”. Samtidigt beskrev den österrikiske läkaren och forskaren Hans Asperger en annan form av autism som senare blev känd som Aspergers syndrom. Själv kallade Asperger störningen för ”autistisk psykopati”. Vid den här tiden var autism ännu extremt sällsynt.
Det globala erkännandet av Hans Aspergers arbete blev dock försenat på grund av andra världskriget. Inom psykodynamisk teori och praktik från Bruno Bettelheim till Birgitta Zenker betraktades autism som en typ av barnpsykos orsakad av tidiga trauman, vilket föranledde en psykoterapeutisk behandlingsfilosofi. I bland annat Frankrike lever dessa föreställningar i hög grad kvar och debatt och behandling är opåverkad av kunskapsutvecklingen i övriga världen. Psykodynamiken dominerar totalt och det har även utvecklats en behandlingsmodell kallad ”inpackning” där autistiska barn packas in i kalla, våta filtar.
Begreppet ”Aspergers syndrom” myntades av Lorna Wing 1976, som även gjorde Hans Aspergers forskningsresultat kända för en bredare, icke-tyskspråkig krets, då hon i februari 1981 publicerade en serie fallstudier som visade liknande symtom. Wings skrifter publicerades och populariserades i stor omfattning. 1992 togs AS med i den tionde upplagan av Världshälsoorganisationens diagnosmanual och International Classification of Diseases (ICD-10), vilket gjorde det till en distinkt diagnos. 1994 lades AS till i Diagnostic and Statistical Manual of Mental Disorders (DSM-IV) och American Psychiatric Associations diagnostiska referensbok.
Diagnosen Aspergers syndrom har sedan 2015 tagits bort som separat diagnos ur diagnosmanualen DSM-5. Aspergers syndrom ingår numera i den övergripande diagnosen ASD (Autism Spectrum Disorder). Under flera år har det pågått arbete med att revidera diagnosmanualen DSM-5. Det har pågått många diskussioner kring vilka begrepp eller benämningar som ska gälla. Forskare har funnit att det inte finns vetenskapligt stöd för att de autismspektrumdiagnoser som finns i dag verkligen är olika tillstånd/diagnoser. I stället tänker man nu att det rör sig om samma svårigheter och att allt ryms inom begreppet autism men att olika individer fungerar olika inom detta spektrum.
Diagnosen har ökat mycket snabbt både vad gäller omfattningen av symtom och vad gäller antalet personer som anses ”drabbade”.
Mikael Landén, som är överläkare i psykiatri och professor i klinisk psykiatri, menar att den troligaste orsaken till ökningen är hur diagnosen definierats och använts. Under decennier har nämligen en diagnosglidning kring symtomen i fråga förekommit. Nu kan man rent av diagnostisera genomsnittliga IT-tekniker och fågelskådare, grupper vars beteenden alltså medikaliseras.

## Klassificering och diagnos
Aspergers syndrom definieras i avsnitt 299.80 av den näst senaste versionen av Diagnostic and Statistical Manual of Mental Disorders (DSM-IV) med sex huvudsakliga kriterier: 
1. Kvalitativt nedsatt förmåga till social interaktion
2. Begränsade, repetitiva och stereotypa mönster i beteende, intressen och aktiviteter
3. Betydande nedsättning av funktionsförmåga i viktiga avseenden
4. Ingen betydande försening av den allmänna språkutvecklingen
5. Ingen betydande försening av den kognitiva utvecklingen, såsom nyfikenhet på omgivningen, eller av utvecklingen av för åldern adekvata vardagliga färdigheter eller adaptivt beteende (utöver social interaktion) under de första tre levnadsåren
6. Symtomen kan inte bättre förklaras av en annan specifik genomgripande störning i utvecklingen eller av schizofreni.[17]

## Symtom

### Sociala nedsättningar
Aspergers syndrom kan omfatta ett flertal svårigheter och beteendeavvikelser. Det finns inget enskilt drag som delas av alla personer med diagnosen, men svårigheter med socialt beteende förekommer hos många och är ett av de viktigaste kriterierna.
Personer med Aspergers syndrom saknar ofta förmågan att förmedla sitt eget känslomässiga tillstånd (alexitymi) och den naturliga förmågan att se undertexterna i socialt samspel, att avläsa kroppsspråk och instinktiva signaler. De har ofta svårt att veta vad som är ”acceptabelt”, vilket kan leda till välmenande yttranden som kan verka förolämpande, såsom att säga till en främmande person att denne har viktproblem. Personer med Aspergers syndrom måste lära sig dessa sociala förmågor intellektuellt, genom logik snarare än intuitivt genom känslomässigt samspel.
Icke-autistiska personer samlar intuitivt information om andra personers kognitiva och känslomässiga tillstånd från deras ansiktsuttryck eller kroppsspråk. Detta har personer med Aspergers syndrom i varierande grad nedsatt förmåga till. Personer med Aspergers syndrom kan ha bristande inlevelseförmåga i andras känslor och har oftast minskad förmåga till ”theory of mind”. Till följd av den bristande inlevelseförmågan har personer med Aspergers syndrom svårigheter att läsa av och förstå andras tankar och känslor. Dessa svårigheter att förstå andras önskningar och avsikter och svårigheter att förutse vad som kan förväntas av andra eller vad andra kan förvänta sig av dem kan medföra att de uppfattas som socialt tafatta eller uppfattas uppvisa ett olämpligt beteende.
En person med Aspergers syndrom kan ha problem att förstå andra människors känslor; de meddelanden som sänds genom ansiktsuttryck, ögonkontakt och kroppsspråk missas ofta. De kan också ha problem med att visa empati med andra människor. Därför kan personer med AS uppfattas som egoistiska, själviska eller hänsynslösa. I de flesta fall är dessa etiketter orättvisa, eftersom beteendet beror just på dessa svårigheter att läsa av andra människors känslomässiga tillstånd. De kan bli upprörda och ångerfulla när de får reda på att deras handlingar är sårande eller olämpliga. Personer med AS har helt normala känslor och upplever det fullständiga spannet av känslor. De känslomässiga relationer som de kan ha (exempelvis till föremål snarare än till människor) kan verka underliga eller kan till och med framkalla oro hos personer som inte delar deras perspektiv. Denna begränsning av förmågan att avläsa sina egna och andras känslor har benämningen alexitymi, en grekisk term som myntades 1972 av P.E. Sifneos och betyder ”frånvaro av ord för känslor”. Senare undersökningar har bekräftat att 85 procent av personer med AS-diagnoser har någon form av alexitymi, ett resultat som ställer viktiga frågor för framtida forskning rörande hur man kan förklara den höga komorbiditeten. Enligt Tony Attwood kan alexitymi också förklara svårigheter som vissa personer med AS har med att hantera ilska, där oförmågan att uttrycka känslor i ord kan göra personen benägen till fysiska handlingar för att uttrycka sin sinnesstämning och få utlopp för sin känslomässiga energi.
Att inte visa tillgivenhet – eller inte göra det på konventionella sätt – betyder inte att personer med Aspergers syndrom inte känner tillgivenhet. Att förstå detta kan få partner eller vårdgivare att känna sig mindre avvisade och vara mer förstående. Ökad förståelse kan också uppnås genom att man lär sig om AS och eventuella komorbiditeter. Ibland uppstår det motsatta problemet: personen med AS är ovanligt tillgiven mot nära och kära, och missar eller misstolkar signaler från den andra parten, vilket gör partnern stressad. Det som en partner tar för givet ska förstås kan också stressa en partner med AS. Varför fråga hur nattsömnen varit om man inte önskar ett svar? Varför tala om vädret, ”Fint väder i dag, eller hur?”, om svaret absolut måste vara ”Ja, visst är det”.
Den som saknar kunskaper om personer med Aspergers syndrom kan ibland uppfatta dem som egocentriska och i vissa fall som rent av otrevliga. Huvuddelen av kommunikationen människor emellan är icke-verbal och de flesta använder sig av instinktiva signaler och tar omedvetet för givet att andra läser av dem. En person som inte gör det, eller som av annan anledning inte svarar med de signaler som förväntas, upplevs då som udda, ibland utan att någondera parten kan komma underfund med varför. Dessa personer kan dock sedan man lärt känna dem uppskattas för sin ärlighet, noggrannhet, plikttrogenhet, rättvisa och saklighet. Personer med AS måste lära in och aktivt tänka på sådant som många andra tar för givet. Ett exempel är att personer med AS har svårt att läsa av innebörden i instuckna kommentarer, mimik och intonationer i ett samtal, och därför kan umgänget med andra människor ibland vara mycket tröttande för både den med Aspergers syndrom och den neurotypiske då missförstånden sker på alla plan. De som arbetar tillsammans med personer med AS bör därför vara tydliga med att konkret tala om att ”du behöver inte vara så detaljerad” eller tydligt tala om att ”det är bara detta svar vi andra behöver veta”. 
En viktig aspekt av de sociala egenskaperna hos många personer med Aspergers syndrom är en nedsatt central koherens, förmåga att förstå stora sociala sammanhang. Personer med låg central koherens kan vara så fokuserade på detaljer att de ”inte ser skogen för alla träd”. En sådan person kan komma ihåg en berättelse eller en händelse i stor detalj men vara oförmögen att uttala sig om innebörden i hela berättelsen. En annan kanske kan förstå en uppsättning regler i detalj men vara oklar över hur eller var de är tillämpliga. Frith och Happe utforskar möjligheten att uppmärksamhet på detaljer är en avvikelse snarare än en brist. Det finns många fördelar med att vara detaljinriktad, särskilt i aktiviteter och yrken som kräver en hög nivå av noggrannhet. Detaljkunnande är extremt viktigt inom många tekniska, medicinska och kemiska yrkesområden.

### Språkliga avvikelser
Det är förhållandevis vanligt med avvikande tal, som av andra kan uppfattas som monotont, mekaniskt eller formellt. Karakteristiskt för personer med Aspergers syndrom är ett mycket pedantiskt sätt att tala. De tenderar ofta att tala långt mer formellt än vad andra uppfattar som lämpligt i sammanhanget. En femåring med Aspergers syndrom kan regelbundet tala med ett språk som kunde vara hämtat från en lärobok på universitetsnivå, särskilt i fråga om hans eller hennes speciella intresseområde.
Ett annat vanligt kännemärke för syndromet är att tolka saker bokstavligt. Ett yttrande som ”Kan du öppna fönstret?” kan därigenom uppfattas som en fråga och besvaras med ”Ja” eller liknande utan någon åtgärd angående fönstret. Attwood ger ett exempel på en flicka med AS som svarade i telefon en dag och fick frågan ”Är Paul där?”. Den efterfrågade Paul fanns i huset, men han var inte i rummet med henne, så efter att hon sett sig omkring för att försäkra sig om detta svarade hon helt enkelt ”Nej” och lade på luren. Personen som ringde var tvungen att ringa upp igen och förklara för henne att han hade menat att hon skulle söka upp Paul och få honom att ta telefonen.
Personer med Aspergers syndrom kan ibland använda ord på ett egensinnigt sätt, såsom att bilda nya ord och skapa ovanliga sammansättningar. Detta kan utvecklas till en sällsynt fallenhet för humor (särskilt vitsar och ordlekar). En potentiell källa till humor är insikten att deras bokstavliga tolkningar kan användas till att roa andra. Vissa är så skickliga på skriftspråk att de kan kvalificera sig som hyperlektiska. Tony Attwood beskriver hur ett visst barn hade talang för att uppfinna nya uttryck, som ”städa ner” (tidying down) som motsats till ”städa upp” (tidying up).
Barn med Aspergers syndrom uppvisar ofta avancerade förmågor för sin ålder i språk, läsning, matematik, rumslig förmåga eller musik och kan uppfattas som ovanligt begåvade. Ibland kan dock dessa talanger motvägas av avsevärda fördröjningar i utvecklingen av andra kognitiva funktioner. Vissa andra typiska beteenden är ekolali, upprepning av yttranden som gjorts av en annan person, och palilali, upprepning av ens egna ord.
I en studie från 2003 undersöktes skriftspråket hos barn och ungdomar med Aspergers syndrom. De jämfördes med andra barn i ett standardiserat test av skriftspråksförmåga och handskriftens läslighet. Vad gäller skriftspråk hittades inga betydande skillnader mellan standardiserade resultat från de båda grupperna, men vad gäller handskrift producerade deltagarna med Aspergers syndrom avsevärt färre läsliga bokstäver och ord än den icke-autistiska gruppen.
Tony Attwood säger att en lärare kan behöva ägna avsevärd tid åt att tolka och korrigera ett AS-barns handstil. Barnet vet också om att hans eller hennes handstil är av dålig kvalitet och kan vara obenägen att delta i aktiviteter där skrivande ingår i stor utsträckning. Olyckligtvis för många barn och vuxna kan lärare och arbetsgivare betrakta snygg handstil som ett mått på intelligens och personlighet. Barnet kan behöva få en bedömning av en arbetsterapeut och få sjukgymnastik, men modern teknik kan medverka till att minska detta problem. En förälder eller lärarassistent skulle också kunna fungera som barnets skrivare eller korrekturläsare för att säkerställa att barnets skrivna svar eller hemläxor är läsliga.

### Smala intensiva intressen
Aspergers syndrom hos barn kan omfatta en intensiv fokusering på vissa intressen, av vilka många är sådana som andra barn har. Skillnaden hos barn med AS är den ovanliga intensiteten i intresset. Vissa anser att dessa ”fixeringar” i huvudsak är godtyckliga och saknar verklig mening eller sammanhang, men forskare har uppmärksammat att dessa ”fixeringar” tenderar att vara inriktade på det mekaniska (hur saker fungerar) i motsats till det psykologiska (hur människor fungerar). Personer med konstnärliga anlag kan vara mer intresserade av musik och bildkonst snarare än av skönlitteratur.
Ibland är dessa intressen livslånga, men i andra fall ändras de vid oförutsägbara tillfällen. I vartdera fallet är de normalt endast ett eller två intressen vid varje bestämd tidpunkt. Intressena hänger ofta ihop på ett sätt som är logiskt bara för personen med Aspergers syndrom. När de ägnar sig åt dessa intressen uppvisar personer med AS ibland ytterst sofistikerade tankegångar, en nästan tvångsmässig fokusering och anmärkningsvärt gott minne för triviala fakta (stundtals till och med eidetisk förmåga). Hans Asperger kallade sina unga patienter ”små professorer” eftersom han tyckte att de hade en lika heltäckande och nyanserad förståelse för sina intresseområden som universitetsprofessorer.
Vissa läkare håller inte helt med om denna beskrivning. Exempelvis hävdar både Wing och Gillberg att det är karakteristiskt för de områden som är av intensivt intresse för barn med Aspergers syndrom att de inbegriper mer inlärning utantill än verklig förståelse, trots att förhållandet ibland verkar vara motsatt. En sådan begränsning är dock en konstprodukt av de diagnostiska kriterierna, även med Gillbergs kriterier.
Personer med Aspergers syndrom kan ha begränsat tålamod för saker som faller utanför deras intressen. I skolan kan de uppfattas som mycket intelligenta underpresterande eller överpresterande elever, som tydligt kan överträffa sina skolkamrater inom sitt intresseområde men är ständigt omotiverade att göra läxor (ibland även inom sina intresseområden). Andra kan vara hypermotiverade att överträffa sina skolkamrater. Symtomen kan ses i en tvångsmässig upptagenhet av föremål, såsom klockor, eller ett intensivt intresse för systematiska saker som siffror, register, telefonkataloger, uppslagsverk, ordböcker och mätskalor. Kombinationen av sociala problem och intensiva intressen kan enligt samhällets normer leda till ett avvikande beteende, såsom att hälsa på en främling genom att ge sig in i en utdragen monolog om ett specialintresse i stället för att presentera sig på det socialt accepterade sättet. I många fall kan dock vuxna personer växa ur denna otålighet och bristande motivation och utveckla större tolerans för nya aktiviteter och för att möta nya människor.

### Andra avvikelser
De som har Aspergers syndrom kan uppvisa en rad andra sensoriska, utvecklingsrelaterade och fysiologiska avvikelser. Barn med AS kan uppleva en viss fördröjning i utvecklingen av finmotoriken och/eller grovmotoriken. I vissa fall kan personer med AS ha en udda gångstil och kan ha tvångsmässiga rörelser i fingrar, händer, armar eller ben, däribland tics.
I allmänhet tilltalas personer med Aspergers syndrom av välordnade saker. Vissa forskare nämner införande av rigida rutiner (för sig själv eller andra) som ett kriterium för diagnos. Det förefaller som om ändringar av deras rutiner orsakar höga nivåer av ångest för många med syndromet.
Vissa personer med AS upplever varierande grader av sensorisk överstimulering och är ytterst känsliga för beröring, dofter, ljud, smaker och synintryck. De kan föredra mjuka kläder, bekanta dofter eller vissa sorters mat. Vissa kan vara patologiskt känsliga för kraftiga ljud (då vissa personer med Aspergers syndrom har hyperakusi) eller starka lukter eller ogilla att bli berörda. Exempelvis uppvisar vissa barn med AS en stark motvilja mot att någon rör vid deras huvud eller rufsar till deras hår, medan andra tycker om att bli berörda men ogillar kraftiga ljud. Sensorisk överstimulering kan förvärra problem som sådana barn möter i skolan, eller vuxna i arbetslivet, där bullernivåer i klassrummet eller på arbetsplatsen kan bli outhärdliga för dem. Vissa är oförmögna att stänga ute vissa repetitiva ljud eller bakgrundsljud, som en klockas ständiga tickande eller en tv i ett annat rum i huset. De flesta barn slutar att uppfatta detta ljud efter en stund och kan bara höra det om de medvetet lyssnar efter det, men ett barn med AS kan ofta bli distraherat, upprört eller till och med (i fall där barnet har problem med att reglera känslor som ilska) aggressivt om ljudet håller i sig.
Lysrör samt bildskärmar med låg uppdateringsfrekvens (vilka båda ofta kan påträffas i skolor) kan vara mycket störande synintryck för personer med Aspergers syndrom och bidra till i övrigt oförklarlig huvudvärk, dåligt humör och upprördhet.
En studie av barns temperament har visat att barn med autismspektrumstörningar av sina föräldrar bedömdes ha mer extrema nivåer på en bedömningsskala än barn med typisk utveckling.

## Orsak
En del forskning om Aspergers syndrom utförs för att öka kunskapen om symtomen, för att ge hjälp i den diagnostiska processen. Annan forskning utförs för att identifiera orsaker till syndromet, även om mycket av denna forskning fortfarande är inriktad på isolerade symtom. Många studier har påvisat skillnader i sådant som gäller hjärnans struktur, men betydelsen av detta är oklar.
Peter Szatmari menar att termen Aspergers syndrom lanserades som diagnos för att gynna mer forskning om syndromet: ”Det infördes i de officiella klassificeringssystemen 1994 och har blivit en alltmer populär diagnos, trots att det inte tydligt visats att diagnosen har något värde. Intressant nog infördes diagnosen inte så mycket som en indikation på dess ställning som en ’sann’ störning, utan mer för att stimulera forskning [...] dess giltighet är starkt ifrågasatt.”

### Genetisk och/eller neurologisk defekt
Någon direkt orsak eller specifika orsaker till Aspergers syndrom är inte kända. Det är dock påvisat att det finns en ärftlig faktor. Det har antagits att flera olika gener medverkar till utveckling av syndromet då antalet symtom samt dessas svårhetsgrad varierar mycket mellan individer. Undersökningar rörande spegelneuronerna i nedre halvan av hjässloben har visat på skillnader som kan ligga bakom några kognitiva avvikelser som kan iakttas vid utvecklat AS (till exempel att förstå känslouttryck och känslosamma handlingar, att lära sig genom att härma och att simulera andra personers beteende). Det finns också hypoteser om fysiska faktorer med neurologisk inverkan, som ännu inte kunnat verifieras, däribland ett möjligt samband mellan kvicksilvernivåer och förekomst av Aspergers syndrom. Slutsatsen är fortfarande att orsakerna ännu inte är vetenskapligt utredda, inte heller hur AS påverkar enskilda människor av olika sociala klasser, kön och ursprung.
Andra hypoteser om möjliga orsakande mekanismer är bland annat en serotonindysfunktion och dysfunktion i lillhjärnan. Simon Baron-Cohen föreslår en modell för autism som baseras på hans teori om empatisering-systematisering (E-S). Enligt E-S-teorin är ”den kvinnliga hjärnan” övervägande hårdkopplad för empati, medan ”den manliga hjärnan” är övervägande hårdkopplad för att förstå och bygga system, och AS är en extremform av ”den manliga hjärnan”.
Vissa genetiska studier tyder på att neuroliginer är inblandade i AS. Neuroliginer är en familj proteiner som anses fungera som förmedlare av cell–cell-interaktioner mellan neuroner. Neuroliginer fungerar som ligander för neurexinfamiljen av cellytereceptorer. Mutationer i två X-länkade gener som kodar neuroliginerna NLGN3 och NLGN4 har rapporterats. Dessa mutationer påverkar celladhesionsmolekyler som är belägna vid synapsen och tyder på att en defekt i synaptogenes kan orsaka benägenhet för autism.
År 2006 publicerade en grupp franska forskare, under ledning av Thomas Bourgeron från Institut Pasteur, i tidskriften Nature Genetics sitt arbete som sätter avvikelser i kromosom 22 i samband med diagnosen autism och Aspergers syndrom hos fem barn. Den distala spetsen på den långa armen i kromosom 22 innehåller genen SHANK3, som anses ha en roll i mognad och underhåll av hjärnsynapser.  Deletion av denna del av kromosomen upptäcktes hos barnen med lågfungerande autism, medan duplikation i samma kromosomavsnitt upptäcktes hos ett barn med diagnosen Aspergers syndrom.

### Medikalisering
Vissa hävdar att AS är långt ifrån en sjukdom utan i stället en patologisering av neurologiska olikheter som borde uppskattas, förstås och tas hänsyn till i stället för att behandlas eller ”botas”.
Att asperger var en extremt sällsynt diagnos som senare ”exploderat” kan anses tyda på att det snarare rör sig om medikalisering av allt fler mänskliga tillstånd. Från 2010 till 2018 uppgick ökningen av diagnostiserade i åldrarna 0–9 till 283 procent i Sverige. Detta trots att antalet barn som uppvisade autistiska symtom var konstant under perioden. Mot det hävdar andra, åtminstone som en komplicerande faktor, att en diagnos har hjälpt många att få en förståelseram för upplevda tillkortakommanden och lidande i sociala och andra avseenden men att det tar lång tid att uppfostra folkmajoriteten till att inte åsamka avvikande personer lidande. Mikael Landén, som är överläkare i psykiatri och professor i klinisk psykiatri, menar att den troligaste orsaken till ökningen sannolikt är hur diagnosen definierats och använts. Under decennier har nämligen en diagnosglidning kring symtomen i fråga förekommit. Nu kan man rent av diagnostisera genomsnittliga IT-tekniker och fågelskådare.

### Skifte i synsätt: neurodiversitet
Autistiska människor har bidragit till ett skifte i synen på autismspektrumstörningar som komplexa syndrom snarare än som ”sjukdomar” som måste ”botas”. Företrädare för detta synsätt förkastar idén att det finns en ”idealisk” sammansättning av hjärnan och att varje avvikelse från normen är patologisk. De kräver tolerans för neurologiska skillnader och använder termen neurodiversitet som ett nyckelord.
Detta neurodiversitetsperspektiv är grunden för rörelser för autisters rättigheter (autistic rights movement) och autistisk stolthet (autistic pride). Forskaren Simon Baron-Cohen har hävdat att högfungerande autism är en ”skillnad” och inte nödvändigtvis ett ”funktionshinder”. Han hävdar att termen ”skillnad” är mer neutral och att denna lilla terminologiska förändring kan innebära skillnaden mellan att en AS-diagnos tas emot som en familjetragedi och att den ses som intressant information, såsom att få reda på att ett barn är vänsterhänt.

### Annan forskning

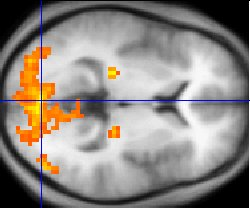
fMRI ger visst stöd för både teorin om bristande kopplingar mellan nervceller och ett dåligt fungerande spegelneuronsystem.

Det finns andra studier som kopplar samman autism med skillnader i hjärnvolymer såsom förstorad amygdala och hippocampus. Aktuell forskning pekar på strukturella avvikelser i hjärnan som en orsak till Aspergers syndrom. Dessa avvikelser inverkar på nervkretsar som styr tankar och beteende. Forskare anser att samspel mellan gener och miljö får vissa gener att sättas på eller stängas av, och detta förändrar den normala migrationen och ”kopplingen” av embryonala hjärnceller under den tidiga utvecklingen.
Andra upptäckter är bland annat skillnader i hjärnområdet, såsom minskad densitet av grå hjärnsubstans i delar av gyrus temporalis inferior som anses spela in på autismspektrumstörningars patofysiologi (särskilt i integration av synintryck och affektiv information), och skillnader i nervernas förbindelser. Forskning på spädbarn tyder på tidiga skillnader i reflexer, vilket kan fungera som en ”tidig indikator” på AS och autism.
Psykiatrikern Colleen Clements anser att AS inte nödvändigtvis är en störning och därmed inte bör beskrivas i medicinska termer.

## Behandling
Hjälpen brukar innebära insatser för att öka individens och omgivningens kunskap och förståelse för AS och därigenom finna strategier för både miljö, kommunikation, svårighet i fysik och beteenden (tvångsmässighet eller mer rigida rutiner), vilka orsakar svårigheter i livet. 
Den behandling som föredras koordinerar terapier som inriktas på tre centrala symtom på Aspergers syndrom: bristfällig kommunikationsförmåga, tvångsmässiga eller repetitiva rutiner och fysisk klumpighet. AS och högfungerande autism kan bedömas tillsammans i fråga om klinisk behandling.
Ett typiskt behandlingsprogram omfattar i allmänhet
- träning i social kompetens för att förmedla förmåga att mer framgångsrikt samspela med andra,
- kognitiv beteendeterapi för att bidra till att bättre hantera känslor som kan vara explosiva eller ångestladdade och för att minska tvångsmässiga intressen och repetitiva rutiner,
- medicinering för samexisterande hälsotillstånd som depression, ångest och ADHD,
- näringslära i relation till behandling av aspergertendenser, såsom magnesium/vitamin B6-tabletter,[73]
- arbetsterapi eller sjukgymnastik för att hjälpa till med sensorisk integrationsdysfunktion eller bristande motorisk koordinering,
- specialiserad logopedi för att hjälpa till med problem i normal konversation,
- träning och stöd åt föräldrar för att lära föräldrarna beteendetekniker som kan användas i hemmet och rådgivning för att stödja individer med AS att öka förmåga till självmedvetande och hjälpa dem att utveckla och hantera känslor som rör sociala upplevelser, och
- en allsidig neurokognitiv utvärdering som ger inblick i hjärnans funktion och stöder utformning av ett program för neurofysiologisk träning, balansering av hörselsystemet och neurofeedback-metoder som har visats kunna förbättra närliggande symtom.

De tekniker som beskrivs ovan kan inte bota Aspergers syndrom, eftersom det inte är en sjukdom, men är avsedda att hjälpa personer med diagnosen att fungera bättre i samhället. 
Det har gjorts många studier om tidig beteendeintervention. De flesta av dessa är fallstudier med 1–5 deltagare. Fallstudierna handlar vanligen om att kontrollera icke-centrala autistiska problembeteenden som självskadebeteende, aggression, trots och stereotypi. Interventionspaket som de som utförs av UCLA och TEACCH är utformade för att behandla hela syndromet och har befunnits vara ganska effektiva. Träning i social kompetens har mycket litet empiriskt stöd.
Beteendeinterventioner, såsom tillämpad beteendeanalys (Applied Behavior Analysis, ABA), har varit föremål för forskning i många år. Empiriska data visar att det är effektivt vid behandling av autismspektrumstörningar eftersom det är en individanpassad uppsättning program. En annan fördel med ABA är att individualiserade funktionella analyser av de uppvisade beteendena genomförs. 
I litteraturen om behandlingsprogram för barn och vuxna har biverkningar av medicinering och intervention till stor del ignorerats, och det har hävdats att vissa behandlingar är oetiska och gör mer skada än nytta.

### Prognos
Personer med Aspergers syndrom har normal livslängd men har ökad förekomst av komorbida psykiatriska tillstånd som depression, affektiva störningar och tvångssyndrom.
Barn som har Aspergers syndrom har visats kunna bli bättre naturligt. Detta kan vara relevant för giltigheten hos de påstådda ”botemedlen” för olika sorters autismspektrumstörningar vilka gör anspråk på att nå framgång utan att korrigera för naturlig förbättring. Barnläkaren James Coplan säger: ”Vi kan ge det hoppfulla budskapet till föräldrar att många barn med autismspektrumstörningar kommer att bli bättre som en del av tillståndets naturliga utveckling.”
De brister som är förknippade med Aspergers syndrom kan vara försvagande, men många personer upplever gynnsamma följder, särskilt de som kan utmärka sig på områden som är mindre beroende av social interaktion, såsom till exempel matematik, musik, skriftspråk och vetenskap.

### Epidemiologi
Den allmänna förekomsten av Aspergers syndrom är inte väl belagd, men försiktiga uppskattningar med användning av DSM-IV-kriterierna tyder på att 2–3 av 10 000 barn har störningen, vilket innebär att det är mindre vanligt än autism. Det är 3–4 gånger fler pojkar än flickor som har AS. Förekomsten av AS i alla etniska grupper och giltigheten av de epidemiologiska studier som hittills genomförts är ifrågasatta.
En stor populationsstudie i Sverige 1993 visade att 36 av 10 000 barn i skolåldern uppfyllde Gillbergs kriterier för AS, och det steg till 71 av 10 000 om misstänkta fall inräknas. Uppskattningen är övertygande för Sveriges del, men resultaten kanske inte är tillämpliga på andra ställen eftersom de baseras på en homogen population. Den svenska undersökningen visade att AS kan vara vanligare än man tidigare trott och för närvarande kan vara underdiagnostiserat. Gillberg uppskattar att 30–50 procent av alla personer med AS inte har fått en diagnos. En annan undersökning har visat att 36 av 10 000 vuxna med en intelligenskvot på 100 eller över kanske uppfyller kriterierna för AS.
Leekam et al. har dokumenterat betydande skillnader mellan Gillbergs kriterier och ICD-10-kriterierna. Med tanke på dess krav på ”normal” utveckling av kognitiv förmåga, språk, nyfikenhet och förmåga till självhjälp är ICD-10-definitionen betydligt snävare än Gillbergs kriterier, som ligger närmare Hans Aspergers egna beskrivningar. 
Förekomsten av AS, liksom av andra autismspektrumstörningar, uppskattas vara högre för män/pojkar än för kvinnor/flickor, men vissa läkare tror att detta kanske inte avspeglar de faktiska nivåerna. Tony Attwood menar att kvinnor bättre lär sig att kompensera för sina oförmågor på grund av könsskillnader i hanteringen av socialisering. Ehlers & Gillbergs undersökning påvisade en proportion män–kvinnor på 4:1 hos personer som uppfyllde Gillbergs kriterier för AS, men en lägre proportion på 2,3:1 när misstänkta fall och gränsfall inräknades.
Förekomsten av AS hos vuxna är inte tillräckligt undersökt, men Baron-Cohen et al. dokumenterade att 2 procent av vuxna får högre än 32 poäng i hans autismspektrumkvot-(AQ–)enkät, som utvecklades 2001 för att mäta i vilken omfattning en vuxen normalintelligent person har de drag som förknippas med autismspektrumstörningar. Alla personer med höga poäng som intervjuades uppfyllde minst 3 av DSM-IV-kriterierna, och 63 procent uppfyllde tröskelkriterierna för en autismspektrumstörningsdiagnos. I en japansk undersökning framkom liknande resultat av AQ-testet.

### Komorbiditeter
De flesta patienter som får diagnosen AS har andra komorbida psykiska störningar. Barn har ofta diagnosen ADHD, medan ungdomar och vuxna ofta har diagnosen depression. En undersökning av vuxna patienter visade att 30 procent som uppvisade ADHD även hade autismspektrumstörningar.
Forskning tyder på att personer med AS kan ha mycket större sannolikhet att lida av de andra förknippade störningarna. Personer med AS-symtom kan ofta få diagnoser som depression, trotssyndrom (oppositional defiant disorder, ODD), antisocial personlighetsstörning, Tourettes syndrom, ADHD, generaliserat ångestsyndrom, bipolär sjukdom, tvångssyndrom och tvångsmässig personlighetsstörning. Dysgrafi, dyspraxi, dyslexi eller dyskalkyli kan också vara diagnoser.
Den särskilt höga komorbiditeten med ångest kräver ofta särskild uppmärksamhet. En undersökning rapporterade att omkring 84 procent av personer med autismspektrumstörning även uppfyllde diagnoskriterierna för en ångeststörning. På grund av de sociala avvikelser som personer med AS upplever kan ytterligare påfrestningar av dessa beteenden leda till känslor av ångest som kan ha en negativ inverkan på många delar av personens liv, däribland skola, familj och arbete. Behandling av ångeststörningar som åtföljer en autismspektrumstörning kan hanteras på ett antal olika sätt, såsom med medicinering eller kognitiv beteendeterapi individuellt eller i grupp, där avslappnings- och distraktionsartade aktiviteter kan användas tillsammans med andra tekniker för att minska ångestkänslorna.

## Autistisk kultur
Personer med AS kan kalla sig själva för ”aspies”, ett ord som myntades av Liane Holliday Willey år 1999, ”aspergians” eller de svenska varianterna ”aspergare” eller ”aspisar”. Termen neurotypisk (NT) beskriver en person vars neurologiska utveckling och tillstånd är typiska och används ofta för att beskriva människor som är icke-autistiska. 
I en artikel i tidningen Wired, The Geek Syndrome, påstods att AS är vanligare i Silicon Valley, som är ett område i Kalifornien där många datavetare och matematiker verkar. AS återfinns dock i alla yrkesgrupper och är inte begränsat till matematik- och vetenskapsområdet.
Tillgängligheten och utvecklingen av internet har gjort det möjligt för individer med Aspergers syndrom att kommunicera med varandra på ett sätt som inte tidigare varit möjligt. Som en följd av den ökande förmågan att sammankoppla sig med varandra har det bildats en subkultur för personer med Aspergers syndrom. Webbplatser som Wrong Planet och Aspergerforum har gjort det lättare för personer att lära känna varandra.
Eftersom intelligens och andra funktioner inte är nedsatta kan vuxna i barnens omgivning stödja dem i utbildnings- och yrkesval inom det vanliga skolsystemet och då anpassat till barnens specialbegåvningar respektive funktionsnedsättningar. 
På högre utbildningsnivåer och i yrkeslivet fungerar människor med AS utmärkt, som andra som har möjlighet att ägna sig åt sina intressen. Det som krävs i yrkesvägledning är att ungdomarna inte uppmanas utbilda sig eller arbeta med uppgifter med höga socio-empatiska krav eller försöka anpassa sig till arbetsmarknadens varierande önskemål. Det moderna IT-samhället i västvärlden under 2000-talet är på så vis bra anpassat till människor med AS. Flera företag har startat i Sverige, övriga Europa och USA där arbetsgivarna uttalat välkomnar personer diagnostiserade med Aspergers syndrom. 

I Sverige verkar organisationer som Autism- och Aspergerförbundet och Riksförbundet Attention, som ordnar samvaro och träffverksamhet för personer med Aspergers syndrom. De har ursprungligen bildats för anhöriga, men de har även kommit att ta emot personer med egen diagnos. 

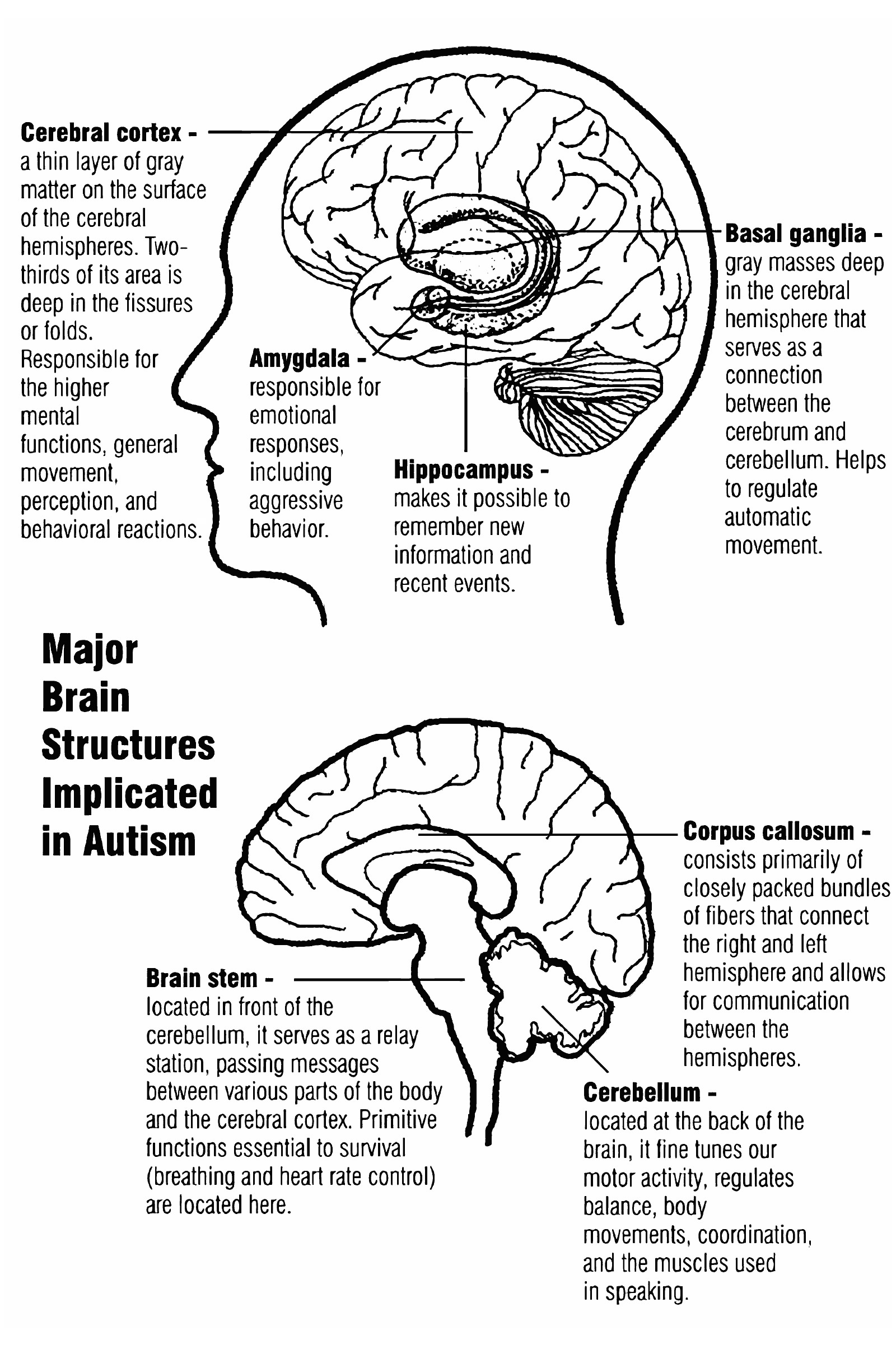
Den biologiska förklaringsmodellen

## Begåvningsprofiler
Intelligensnivån hos personer med Aspergers syndrom är definitionsmässigt normal (IQ 85–109) eller högre än normal (IQ 110+). Personer med såväl autismspektrumstörning som utvecklingsstörning kan i stället få diagnosen autism.
Många läkare, däribland Hans Asperger själv, bedömer att personer med Aspergers syndrom i regel har en normal utveckling under de första tre levnadsåren. I diagnoskriterierna står det även att den kognitiva utvecklingen ska vara normal under de första tre levnadsåren för att ett barn ska kunna diagnostiseras med Aspergers syndrom, annars kan det vara autism. I vissa fall har diagnosen Aspergers syndrom ställts hos barn som haft en normal kognitiv utveckling under de första åren men som därefter uppvisat en svagbegåvning (IQ 71–85) i skolåldern.

### Kända fall
Aspergers syndrom ses ibland som ett syndrom med både fördelar och nackdelar, och bemärkta personer med Aspergers syndrom eller autism har nått stor framgång inom sina specialområden. Bland dem finns  ekonomipristagaren Vernon Smith, elektropopartisten Gary Numan och Satoshi Tajiri, skaparen av Pokémon. Ekonomipristagaren Vernon har hävdat att han under en skrivandeprocess är oemottaglig för yttre intryck. Dessutom säger han att hans Aspergerpräglade personlighet – genom att den inte är (lika) kopplad till socialt beteende och andras förväntningar – inte har några problem med att tänka utanför ramarna och använda okonventionella perspektiv.

### Spekulationer
Vissa forskare inriktade på Aspergers syndrom spekulerar om att historiskt inflytelserika personer, utöver professor Asperger själv, som Thomas Jefferson, Jeremy Bentham, Adolf Hitler, Albert Einstein, Isaac Newton, Glenn Gould, Ludwig Wittgenstein, och Syd Barrett, hade Aspergers syndrom eftersom de uppvisade vissa AS-relaterade tendenser eller beteenden, såsom intensivt intresse för ett ämne  och/eller hade sociala problem. Dessa spekulativa diagnoser, särskilt postuma sådana, är kontroversiella då de utgår enbart från biografisk information och ibland inte tar upp dokumenterade drag som skulle tala emot Aspergers syndrom. Aspergeraktivister använder ibland dessa spekulativa diagnoser för att visa att det vore en förlust för samhället om autism skulle gå att bota. Denna typ av spekulationer kan också fungera som ett försök att skapa positiva förebilder för personer med autism.